# Third Star
Third Star ist ein britischer Film von der Regisseurin Hattie Dalton. Im Juni 2010 wurde der Film am Edinburgh Film Festival das erste Mal gezeigt und er erschien im Vereinigten Königreich am 20. Mai 2011 auf DVD.

## Inhalt
Nachdem James, ein junger Mann, der an Krebs leidet, seinen 29. Geburtstag gefeiert hat, macht er mit seinen drei besten Freunden Davy, Bill und Miles eine letzte Wanderung zu seinem Lieblingsstrand an der Barafundle Bay.
Davy ist ein freundlicher, loyaler und verantwortungsvoller Mann, der schon längere Zeit arbeitslos ist und James’ Familie hilft, James zu pflegen. Bill ist übermütig und abenteuerlustig und alle hoffen, dass er sich endlich von seiner Freundin trennt, die ihn ständig unterdrückt. Miles ist ein gut aussehender, intellektueller Mann, der schließlich Geschäftsmann wurde und er ist der Sohn eines erfolgreichen Autors, der ebenfalls an Krebs gestorben ist, als Miles ein Kind war. James’ und Miles’ Freundschaft war sehr eng und grenzte oftmals an Rivalität, besonders wenn es ums Schreiben ging. James ist schon zu schwach, um zu gehen, also sitzt er während der Wanderung meistens in einem speziellen Gefährt und braucht nicht nur viel Hilfe von seinen Freunden, sondern auch Morphium und andere Medikamente, um seine chronischen Schmerzen und andere Symptome zu ertragen. Er hat sich bereits damit abgefunden, dass er bald sterben wird, und freut sich wie ein Kind an allen kleinen Dingen, die ihnen die Reise bietet. Seine fehlende Kraft und die immer mehr werdenden Beschwerden bringen seine Bitterkeit heraus, die aus dem Wissen entsteht, dass sein Leben vorbei sein wird, bevor er überhaupt Zeit hatte, etwas daraus zu machen.
Während sie über das unebene und isolierte Küstengebiet wandern, blödeln die jungen Männer herum, um James die Zeit seines Lebens zu bieten. Sie treffen auch auf verschiedenste merkwürdige Menschen und Situationen und sind mit einer Reihe von Problemen und Unfällen konfrontiert (u. a. den Verlust von wichtigem Gepäck und schließlich auch James’ Gefährt). Ihre Nerven und ihre Geduld werden getestet von James’ Wutanfällen: Manche davon absichtlich und manche aufgrund der Schmerzen, die er erleidet. Davy fühlt sich von James’ Beobachtungen gedemütigt; Bill berichtet ihnen, dass seine Freundin schwanger ist und dass er sie deswegen nicht verlassen kann, obwohl er weiß, dass sie nicht zusammenpassen; Miles kontert James’ Wutanfälle mit brutaler Ehrlichkeit. Irgendwann enthüllen James und Miles die Geheimnisse, die sie voreinander hatten: James hatte das Manuskript, das Miles vor Jahren fertiggestellt hatte, ohne es jemandem zu sagen, gefunden, gelesen und kopiert und war seither eifersüchtig auf ihn, aber auch beeindruckt von seinem Talent. Miles hatte sich in der letzten Zeit von James ferngehalten, weil er nicht mit der Krankheit und dem herannahenden Tod seines besten Freundes umgehen konnte. Außerdem schläft er mit James’ verheirateter Schwester und sie und ihre Kinder werden in Zukunft zu Miles ziehen (ein Geheimnis, das Miles James nie erzählen wollte).
In der Nacht, in der sie letztendlich an der Barafundle Bay ankommen, erklärt James seinen Freunden den eigentlichen Sinn dieser Reise: Er hatte von vornherein geplant, dass er sich hier im Meer ertränken würde, noch während er sich lebendig fühlte und bevor der Schmerz der Krankheit sein Leben völlig ergriffen. Er bittet seine Freunde darum, es ihm zu erlauben und jedem zu erzählen, dass sie in der Früh aufgewacht seien und seine Leiche im Wasser gefunden hätten. Entsetzt von diesem Gedanken weigern sie sich, jedoch nachdem sie James’ Morphium verloren hatten und ihn mit den Schmerzen kämpfen sahen, ändern sie ihre Meinung. Am nächsten Morgen schwimmt James mit seinen Freunden hinaus und irgendwann hilft Miles ihm, sich in der Nähe der Küste zu ertränken, und bringt seinen Körper wieder zurück an den Strand.
Der Film endet mit einem Kommentar von James: “So I raise a morphine toast to you all, and, if you should happen to remember it’s the anniversary of my birth, remember that you were loved by me and that you made my life a happy one. And there’s no tragedy in that.” („Und so erhebe ich einen Morphium-Toast zu euch allen und, wenn ihr euch daran erinnern solltet, dass es der Jahrestag meiner Geburt ist, erinnert euch daran, dass ich euch geliebt habe und dass ihr mein Leben glücklich gemacht habt. Und es gibt nichts Tragisches daran.“)

## Kritik
„Einerseits zeigt [Hattie Dalton] die unbändige Lebensfreude und Lebenskraft dieser vier jungen Männer, die nie ins Plakative oder Alberne abdriftet, sondern eher den Zuschauer ansteckt, um dann andererseits immer wieder auf die wesentlichen Fragen unseres Daseins zu kommen. Dabei geht sie äußerst behutsam vor, deutet an, urteilt nie und scheut sich nicht, Widersprüche auch mal stehen zu lassen. Mit Benedict Cumberbatch […] sowie J. J. Feild, Tom Burke und Adam Robertson als dessen Freunde hat sie vier Darsteller gefunden, die ihren Rollen genau das richtige Maß an Sensibilität geben, und mit Carlos Catalán einen Kameramann, der die Intention dieses Films mit seinen einmaligen Bildern und Landschaftsaufnahmen vorzüglich unterstützt.“